# Pulmonaria stiriaca
Pulmonaria stiriaca är en strävbladig växtart som beskrevs av A. Kerner. Pulmonaria stiriaca ingår i släktet lungörter, och familjen strävbladiga växter. Inga underarter finns listade i Catalogue of Life.